# 루리의 보석
《루리의 보석》(일본어: 瑠璃の宝石 루리노 호세키[*])은 시부야 케이이치로가 지은 일본의 만화다. 《하루타》(KADOKAWA)에서 2019년부터 6회 페이스로 연재 중이다.

## 줄거리
반짝반짝한 것을 좋아하는 여고생 타니가와 루리는, 잡화점에서 본 수정의 결정에 마음을 빼앗겨, 일찍이 할아버지가 수정을 채취하고 있던 산으로 향한다. 산길에서 우연히 광물학을 전공하는 대학원생 아라토 나기와 만나 그녀에게 페그마타이트 광상을 보여준다. 그것을 계기로, 루리는 고요한 광물 채집에 동행하게 된다.

## 등장인물
타니가와 루리(谷川瑠璃)
성우 - 네모토 미야리
본작의 주인공으로, 반짝반짝한 것을 좋아하는 여고생. 나기에 이끌려 광물 채집의 세계에 빠져들어 간다.
활발한 성격이지만 감정의 기복이 조금 있다.
아라토 나기(荒砥凪)
성우 - 세토 아사미
광물학을 전공하는 대학원생. 루리에게 광물학의 재미를 설명한다.
매우 품이 넓어 루리가 제멋대로 굴어도 동요하지 않고 상냥하게 대하지만, (루리가) 지나치면 제대로 꾸짖는 부분도 있다.
이마리 요코(伊万里曜子)
성우 - 미야모토 유메
나기와 같은 연구실에 소속하는 대학 4학년. 대량의 전문서를 갖추고 있어 전문 정보를 잘 조사하고 있다.
세토 쇼코(瀬戸硝子)
성우 - 하야시 사키
루리의 클래스메이트 위원장. 광물 채집이 취미이며, 연구자에 뜻을 두고 있다.
카사마루 아오이(笠丸葵)
성우 - 야마다 미스즈
루리의 소꿉친구. 등산을 취미로 하고 있으며, 종종 루리의 광물 채집에 동행한다.

## TV 애니메이션
2024년 9월 11일에 애니메이션화가 발표되었다. 《오빠는 끝!》을 다룬 후지이 신고가 감독을, 요코테 미치코가 시리즈 구성을 맡았다. 2025년 7월부터 AT-X 등에서 방송 중이다.

### 스태프
- 원작 - 시부야 케이이치로
- 감독 - 후지이 신고
- 조감독 - 아키야마 야스히코
- 시리즈 구성 - 요코테 미치코
- 캐릭터 디자인·총작화 감독 - 후지이 마유
- 총작화 감독 - 후지이 마유, 오오타 카즈히로
- 프롭 디자인 - 니노미야 아유미, 나카이 안
- 광물 디자인·광물 작화감독 - CLUSELLER
- 메인 애니메이터 - 나카이 안, 우치야마 히로키, 니노미야 아유미, Rui2
- 미술 감독 - 요시하라 슌이치로
- 미술 설정 - 후지이 카즈시
- 색채 설계 - 도이 마키코
- 촬영 감독 - 오가타 타쿠야
- 편집 - 오카 유지
- 음향 감독 - 요시다 코헤이
- 음향 효과 - 하세가와 타쿠야
- 음향 제작 - 비트그루브 프로모션
- 음악 - 아치와 다이스케, 야나가와 카즈키
- 음악 제작 - 애니플렉스
- 치프 프로듀서 - 나카야마 노부히로, 오오사와 노부히로
- 프로듀서 - 후지모토 노리코, 이시와키 츠요시, 나가미네 리에코, 오오와다 토모유키, 니시마에 아야카, 아야노 카나코, 미우라 후미토, 나카무라 토오루, 하타케야마 타쿠로
- 프로듀스 - EGG FIRM
- 애니메이션 제작 프로듀서 - 오오토모 토시야
- 애니메이션 제작 - 스튜디오 바인드
- 제작 - 루리의 보석 제작위원회(애니플렉스, KADOKAWA, TOKYO MX, BS11, AT-X, 후류, 무빅, 비트그루브 프로모션, EGG FIRM)

### 주제가
빛이 머무는 곳(光のすみか)
야스다 레이에 의한 오프닝 테마. 작사는 야스다 레이, 작곡은 오오하마 켄고, 편곡은 타마이 켄지, 미나미다 켄고.
사파이어(サファイア)
Hana Hope에 의한 엔딩 테마. 작사는 야노 미온, 작곡·편곡은 타쿠미 마사노리.

### 에피소드 목록
| 화수  | 제목                            | 각본          | 그림 콘티         | 연출              | 작화 감독                                                                       | 방송일         |
| ----- | ------------------------------- | ------------- | ----------------- | ----------------- | ------------------------------------------------------------------------------- | -------------- |
| 제1화 | はじめての鉱物採集 첫 광물 채집 | 요코테 미치코 | 후지이 신고       | 후지이 신고       | 후지이 마유                                                                     | 2025년 7월 6일 |
| 제2화 | 金色の価値 금색의 가치          | 요코테 미치코 | 아키야마 야스히코 | 아키야마 야스히코 | 니시타니 슈헤이 무라이 케이타                                                   | 7월 13일       |
| 제3화 | 残された 남겨진 별              | 요코테 미치코 | 이시이 아키에     | 이시이 아키에     | 우치다 모모카 오오하라 히로시 李嘉 니노미야 아유미 쿠라모치 아야노 쿠마가팡이치 | 7월 20일       |